# Superior (villa)
Superior es una villa ubicada en el condado de Douglas en el estado estadounidense de Wisconsin. En el Censo de 2010 tenía una población de 664 habitantes y una densidad poblacional de 205,59 personas por km².

## Geografía
Superior se encuentra ubicada en las coordenadas 46°39′12″N 92°6′34″O / 46.65333, -92.10944. Según la Oficina del Censo de los Estados Unidos, Superior tiene una superficie total de 3.23 km², de la cual 3.19 km² corresponden a tierra firme y (1.12%) 0.04 km² es agua.

## Demografía
Según el censo de 2010, había 664 personas residiendo en Superior. La densidad de población era de 205,59 hab./km². De los 664 habitantes, Superior estaba compuesto por el 96.99% blancos, el 0.15% eran afroamericanos, el 1.05% eran amerindios, el 0.3% eran asiáticos, el 0% eran isleños del Pacífico, el 0.15% eran de otras razas y el 1.36% pertenecían a dos o más razas. Del total de la población el 1.05% eran hispanos o latinos de cualquier raza.